# Salif Traoré (Mali)
Salif Traoré (nascido em 1972, em Ségou) é um general de divisão e político do Mali.

## Biografia
Nascido em 1972 em Ségou, estudou na sua cidade natal antes de ingressar na Prytanée militaire de Kati em 1985. Graças aos seus bons resultados acadêmicos, ingressou no Lycée Militaire de Saint-Cyr antes de se formar na Escola Militar Especial de Saint-Cyr em 1996.
Tenente de cavalaria blindada, lecionou pela primeira vez durante dois anos na escola militar de armas combinadas de Koulikoro. Foi sucessivamente comandante do 11.º regimento misto de Tessalit, do 12.º regimento misto de Kidal e finalmente do 13.º regimento misto de Gao. Serviu nomeadamente durante a rebelião tuaregue de 2006. Participou também na Missão das Nações Unidas na Libéria em 2004-2005 e na Missão das Nações Unidas no Sudão em 2007-2008.
Em 2012, tornou-se vice-coordenador do programa especial para a paz e o desenvolvimento no norte do Mali. Foi, em seguida,  governador da região de Kayes de novembro de 2012 a setembro de 2015.
É Ministro da Segurança e da Proteção Civil do Mali desde 25 de setembro de 2015. Foi promovido a general de brigada em 30 de junho de 2016 e a general de divisão em maio de 2018.